# مقصودبیک
مقصودبیک، روستایی از توابع بخش مرکزی شهرستان شهرضا در استان اصفهان ایران است.
دارای بیشینه چند هزار ساله و آب و هوایی پاک میباشد...سیستم آبیاری این روستای تاریخی بر اساس سیستم قنات میباشد..
مردمان این روستا بسیار خونگرم بوده و خاکی بسیار حاصلخیز برای کشاورزی و کاشت انواع میوه‌ها مناسب است.

## جمعیت
این روستا در دهستان منظریه قرار دارد و براساس سرشماری مرکز آمار ایران در سال ۱۳۸۵، جمعیت آن ۱۳۹ نفر (۴۶خانوار) بوده‌است.